# 宇波西神社
宇波西神社（うわせじんじゃ）は、福井県三方上中郡若狭町気山字寺谷129-5にある神社。式内社（名神大社）。

## 祭神
- 彦波瀲武鸕鶿草葺不合尊（うがやふきあわせずのみこと）

なお、近くの若狭彦神社には親神である彦火火出見尊・豊玉姫命が祀られている。

## 歴史

### 伝承
伝承によれば大宝元年（701年）3月8日、現在の三方郡美浜町日向で創建され、上野谷の金向山の麓に遷座した後、大同元年（806年）に現在地に遷座した。
日向地区の伝承では、この村に住む漁師の六郎右衛門が湖で漁をしていると一匹の鵜が現れ、「湖の底に高貴な方がおられ、救いを求めている」と言った。鵜につれられて湖に入ってゆくと湖底に宝刀があったので、自宅に持ち帰り神棚に祀った。すると六郎右衛門の夢の中に鸕鶿草葺不合尊が表れ、自分を上瀬の畔に祀るように告げ、自分の国の名である「日向」をこの村の名にするように言ったという。宇波西神社の社名は「上瀬」によるものである。
また、他の伝承では大宝年間に鸕鶿草葺不合尊が九州の日向国から出雲国を通り、日本海を渡って当地に現れたとしている。日向地区は、古代に日向国からの移住があったものと考えられており、方言や字名に日向国と共通するものが多い。

### 中世・近世
延喜式神名帳では名神大社に列し、北陸道の352座の神社の中で唯一、月次・新嘗の幣帛に預る神社となっている。
建武・元亀年間の2度、兵火により社殿を焼失した。

### 近代・現代
寛文年間（1661年～1673年）に行方久兵衛が水月湖と久々子湖を結ぶ浦見川を開削した際、宇波西神社に祈願したことで難工事が成功に至った。行方久兵衛は宇波西神社に2反の田地を社領として寄進するよう取り計らい、自身も手水鉢を奉納した。この手水鉢は現在も境内に安置されている。
嘉永4年（1851年）には現在の社殿が造営された。
2015年（平成27年）4月24日、「海と都をつなぐ若狭の往来文化遺産群 - 御食国（みけつくに）若狭と鯖街道 - 」の構成文化財として日本遺産に認定される。

## 祭事
- 4月8日（旧暦3月8日に対する月遅れ） - 例祭で「田楽」「王の舞」「獅子舞」「浦安の舞」が奉納される[4]。

## 文化財

### 国の選択無形民俗文化財
- 「宇波西神社祭礼」[4]

### 福井県無形民俗文化財
- 「宇波西神社祭礼」[4]